# 중독 (드라마)
《중독》은 2006년 7월 8일에 MBC에서 방영한 베스트극장이다.

## 등장 인물

### 주요 인물
- 박지영 : 강인해(30세) 역

자신을 사랑하지 않는 남편 정후를 제외하고는 외부와의 관계 맺음에 관심이 없다. 소설을 준비중이지만 출판되는 것에도 기약이 없어 불안하고, 그로 인해 남편에 대한 사랑은 점점 더 집착으로 변해갔다. 그것이 자기 최면처럼 사랑이라 착각하며 살아간다. 사랑과 설렘으로 한 결혼이 아니라 불청객처럼 찾아온 임신에서 출발했다.
- 박유선 : 김지은(6세) 역

인해와 정후의 따뜻한 사랑에서 태어났더라고 좋았겠지만 그렇지 못하여, 다른 친구들처럼 포근한 보금자리 하나 없이 서글픔과 눈치밥만 나이답지 않게 터득해 버렸다. 원망하는 법도 배우지 못해 엄마와 아빠가 함께 살기를, 자신을 언젠가 사랑해 줄 거라 여전히 꿈꾼다.
- 안내상 : 김정후(30세) 역

현재 지방에서 보건의로 일을 한다. 우유부단한 성격에 고생도 모르고 성장했다. 그가 맞이한 인생 가장 큰 시련은 사랑하는 미진을 두고도, 사랑하지 않는 인해와 결혼할 수밖에 없던 7년 전에 시작되었다. 하룻밤의 실수로 태어난 딸 지은은 그에게 불청객에 불과하다.

### 그 외 인물
- 김영옥
- 한유나
- 김태영
- 이중렬